# Związek Gmin Jeziora Rożnowskiego

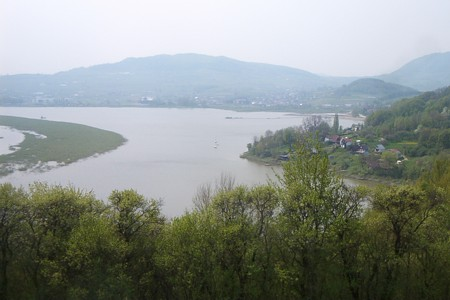
Jezioro Rożnowskie

Związek Gmin Jeziora Rożnowskiego – związek międzygminny, którego celem jest powstrzymanie degradacji ekologicznej zbiorników wodnych Rożnów i Czchów, ich rekultywacja oraz stworzenie warunków do rozwoju turystyki i rekreacji w szczególności poprzez poprawę infrastruktury.

## Członkowie związku
- Gmina Chełmiec
- Gmina Gródek nad Dunajcem
- Gmina Łososina Dolna
- Gmina Czchów

## Cele związku
Nadrzędnym celem jest uporządkowanie gospodarki wodno – ściekowej, tak aby wody powierzchniowe spływające z sąsiednich gmin do zbiornika miały klasę czystości dającą możliwość wykorzystania Jeziora Rożnowskiego jako akwenu przydatnego do rozwoju sportów wodnych. Gminy członkowie porozumienia realizują samodzielnie zadania w zakresie budowy systemu kanalizacji sanitarnej i oczyszczalni ścieków oraz uporządkowania gospodarki odpadami z położeniem szczególnego nacisku na selektywną zbiórkę odpadów. Równolegle prowadzone są prace dotyczące zagospodarowania obrzeży Zbiornika Rożnowskiego umożliwiające stworzenie kompleksowego rozwoju terenu przy wykorzystaniu naturalnych walorów krajobrazu.